# Opopaea shanasi
Opopaea shanasi är en spindelart som beskrevs av Michael Ilmari Saaristo 2007. Opopaea shanasi ingår i släktet Opopaea och familjen dansspindlar.
Artens utbredningsområde är Israel. Inga underarter finns listade i Catalogue of Life.